# Campeón de Campeones
Il Campeón de Campeones (Campione dei Campioni) è una competizione calcistica ad eliminazione diretta organizzata dalla Federazione calcistica messicana, che dal 2001 mette a confronto i vincitori dei titoli di Apertura e Clausura della Primera División messicana. Dal 1942 al 1995 ad affrontarsi sono stati i vincitori del campionato e della Coppa del Messico. È stata riproposta nel 2015.

## Edizioni
| Anno      | Vincitore        | Risultato        | Finalista        |
| --------- | ---------------- | ---------------- | ---------------- |
| 1942      | Atlante          | 5–4              | Real Club España |
| 1943      | Marte            | 1–0              | Moctezuma        |
| 1944      | Real Club España | 5–3              | Asturias         |
| 1945      | Real Club España | 3–0              | Puebla           |
| 1946      | Atlas            | 3–2              | Veracruz         |
| 1947      | Moctezuma        | 3–0              | Atlante          |
| 1948      | León             | 1–0              | Veracruz         |
| 1949      | León             | León             | León             |
| 1950      | Atlas            | 3–1              | Veracruz         |
| 1951      | Atlas            | 1–0              | Atlante          |
| 1952      | Atlante          | 1–0              | León             |
| 1953      | Tampico          | 3–0              | Puebla           |
| 1954      | Marte            | 3–2              | América          |
| 1955      | América          | 3–2              | Zacatepec        |
| 1956      | León             | 2–1              | Toluca           |
| 1957      | Guadalajara      | 2–1              | Zacatepec        |
| 1958      | Zacatepec        | 1–0              | León             |
| 1959      | Guadalajara      | 2–1              | Zacatepec        |
| 1960      | Guadalajara      | 0–0 (12–11 rig.) | Necaxa           |
| 1961      | Guadalajara      | 1–0              | Tampico          |
| 1962      | Atlas            | 2–0              | Guadalajara      |
| 1963      | Oro              | 3–1              | Guadalajara      |
| 1964      | Guadalajara      | 2–0              | América          |
| 1965      | Guadalajara      | 2–1              | América          |
| 1966      | Necaxa           | 2–0              | América          |
| 1967      | Toluca           | 1–0              | León             |
| 1968      | Toluca           | 3–1 (3–2)        | Atlas            |
| 1969      | Cruz Azul        | Cruz Azul        | Cruz Azul        |
| 1970      | Guadalajara      | Guadalajara      | Guadalajara      |
| 1971      | León             | 1–0              | América          |
| 1972      | León             | 3–2              | Cruz Azul        |
| 1973      | Non disputata    | Non disputata    | Non disputata    |
| 1974      | Cruz Azul        | 2–1              | América          |
| 1975      | Pumas UNAM       | 1–0              | Toluca           |
| 1976      | América          | 2–0              | Tigres UANL      |
| 1977–87   | Non disputata    | Non disputata    | Non disputata    |
| 1988      | América          | 1–2 (3–2)        | Puebla           |
| 1989      | América          | 2–1              | Toluca           |
| 1990      | Puebla           | Puebla           | Puebla           |
| 1991–94   | Non disputata    | Non disputata    | Non disputata    |
| 1995      | Necaxa           | Necaxa           | Necaxa           |
| 1996–2001 | Non disputata    | Non disputata    | Non disputata    |
| 2003      | Toluca           | 2–1              | Monterrey        |
| 2004      | Pumas UNAM       | 7–3              | Pachuca          |
| 2005      | América          | 2–1              | Pumas UNAM       |
| 2006      | Toluca           | 2–0              | Pachuca          |
| 2007-2014 | Non disputata    | Non disputata    | Non disputata    |
| 2015      | Santos Laguna    | 1-0              | América          |
| 2016      | Tigres UANL      | 1-0              | Pachuca          |
| 2017      | Tigres UANL      | 1-0              | Guadalajara      |
| 2018      | Tigres UANL      | 4-0              | Santos Laguna    |
| 2019      | América          | 0–0 (6-5 rig.)   | Tigres UANL      |
| 2020      | Monterrey        |                  | Nessun finalista |
| 2021      | Cruz Azul        | 2-1              | León             |
| 2022      | Atlas            | 2-3              | Cruz Azul        |
| 2023      | Tigres UANL      | 2-1              | Pachuca          |
| 2024      | América          | 2-1              | Tigres UANL      |
| 2025      | América          | 1-3              | Toluca           |

### Albo d'oro
| Squadra       | Vittorie | Anni                                     |
| ------------- | -------- | ---------------------------------------- |
| Guadalajara   | 7        | 1957, 1959, 1960, 1961, 1964, 1965, 1970 |
| América       | 7        | 1955, 1976, 1988, 1989, 2005, 2019, 2024 |
| León          | 5        | 1948, 1949, 1956, 1971, 1972             |
| Toluca        | 5        | 1967, 1968, 2003, 2006, 2025             |
| Atlas         | 4        | 1946, 1950, 1951, 1962                   |
| Tigres UANL   | 4        | 2016, 2017, 2018, 2023                   |
| Cruz Azul     | 4        | 1969, 1974, 2021, 2022                   |
| Atlante       | 2        | 1942, 1952                               |
| Marte         | 2        | 1943, 1954                               |
| Pumas UNAM    | 2        | 1975, 2004                               |
| Necaxa        | 2        | 1966, 1995                               |
| Santos Laguna | 1        | 2015                                     |
| Moctezuma     | 1        | 1947                                     |
| Oro           | 1        | 1963                                     |
| Puebla        | 1        | 1990                                     |
| Tampico       | 1        | 1953                                     |
| Zacatepec     | 1        | 1958                                     |
| Monterrey     | 1        | 2020                                     |